# Přestavlky, Litoměřice
Přestavlky là một làng thuộc huyện Litoměřice, vùng Ústecký, Cộng hòa Séc.